# Baga Mboteni
Baga Mboteni ist eine westatlantische Sprache, die in Guinea südlich des Flusses Nuñez gesprochen wird.
Die westatlantischen Sprachen zählen zur Niger-Kongo-Sprachfamilie. Die Sprache wird von der Volksgruppe der Baga als Muttersprache gesprochen, allerdings unterscheidet sie sich stark von denen anderer Baga-Sprachen und ist mit dem Nalu [naj] und dem Mbulungi [mbv] verwandt, mit denen sie die Sprachgruppe Mbulungi-Nalu bildet.
Die ethnische Mboteni-Bevölkerung beträgt 4.800. Die meisten von ihnen sprechen inzwischen die guineische Amtssprache Französisch, einige können auch Susu [sus] als Zweitsprache.